# 곡자이
곡자이(광둥어: 角仔) 또는 야우곡(광둥어: 油角) 또는 박윤후은 중국 광둥·홍콩의 새해 음식이다. 모양이 원보 등 중국의 옛 화폐를 닮아, 번영을 기원하는 의미를 지닌다.

## 종류와 만들기
찹쌀가루로 만두피를 만들어 빚은 뒤, 기름에 튀긴다. 소에 따라 달콤한 팀곡자이(甜角仔)와 짭조름한 함곡자이(鹹角仔)로 나눌 수 있다.

### 팀곡자이
팀곡자이(甜角仔)는 마른 코코넛 플레이크와 설탕을 넣어 만든다.

### 함곡자이
함곡자이(鹹角仔)에는 돼지고기, 랍청, 표고 등을 소로 넣는다.

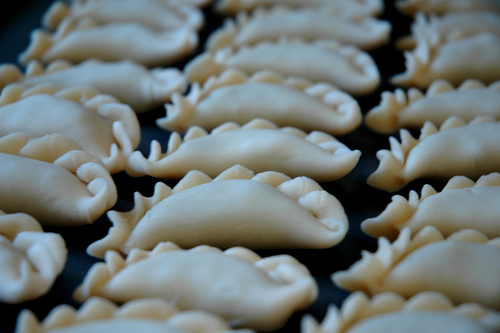
돼지고기 곡자이

## 같이 보기
- 자오쯔
- 참깨볼